# 蒋昌俊
蒋昌俊（1962年—），男，安徽安庆人，中国网络计算专家，中国工程院院士。

## 生平
1986年本科毕业于山东矿业学院（今山东科技大学）计算数学专业。1986年开始在山东科技大学工作。1991年获山东科技大学计算机软件与理论硕士。1992年晋升副教授。1995年取得中国科学院自动化研究所控制理论与工程博士，同年升任教授。1997年在中科院计算技术研究所计算机科学与技术学科完成博士后工作，被聘为中国科学院自动化研究所客座研究员、博导。1997年到1998年，在香港城市大学任客座研究员。1998年任山东科大校长助理。
1999年，任同济大学计算机系教授、博导，先后担任同济大学计算机系主任、电子与信息工程学院副院长、院长、校长助理，2008年12月任同济大学副校长。
2015年3月，任东华大学校长。
2019年6月，回到同济大学，任同济大学党委常委、副校长（正局级）。2021年1月，不再担任同济大学领导职务。
2021年当选为中国工程院院士。